# Рыманув
Рыманув (пол. Rymanów, Рыманов, укр. Риманів) — город в Польше, входит в Подкарпатское воеводство, Кросненский повят.
Город имеет статус городско-сельской гмины. Занимает площадь 12,39 км². Население — 3 608 человек (на 2004 год).

## История
На начало XX столетия, Рыманов (Rymanow) — местечко в Галиции, в политическом округе Санок коронной земли Королевства Галиции и Лодомерии в составе Австро-Венгрии.
Через местечко издавна привозилось венгерское вино в Польшу. В Рыманове, в 1765 году жило 1 015 евреев. В начале XX столетия в местечке и его окрестностях стал распространяться хасидизм, а в самом Рыманове имел пребывание цадик из Садагорской династии, его дом и синагога были самые красивые здания в местечке. Сохранилась синагога от XVI или XVII столетия (кагальный пинкос сгорел). 
Недалеко от Рыманове находятся целебные источники, были собственностью графов Потоцких, где на дачах красовалась надпись: «только для христиан». 
На расстоянии 7 километров от Рыманова лежит Ивонич, известнейший в Галиции йодистый источник, в начале XX столетия, его ежегодно посещали 6 000 больных, из коих было 95 % евреев.
Во время Первой мировой войны в районе местечка шли бои между Австро-венгерскими вооружёнными силами и 12-й корпусом 8-й армии ВС России.
После Первой мировой войны местечко вместе со всей Галицией отдано Польской республике.

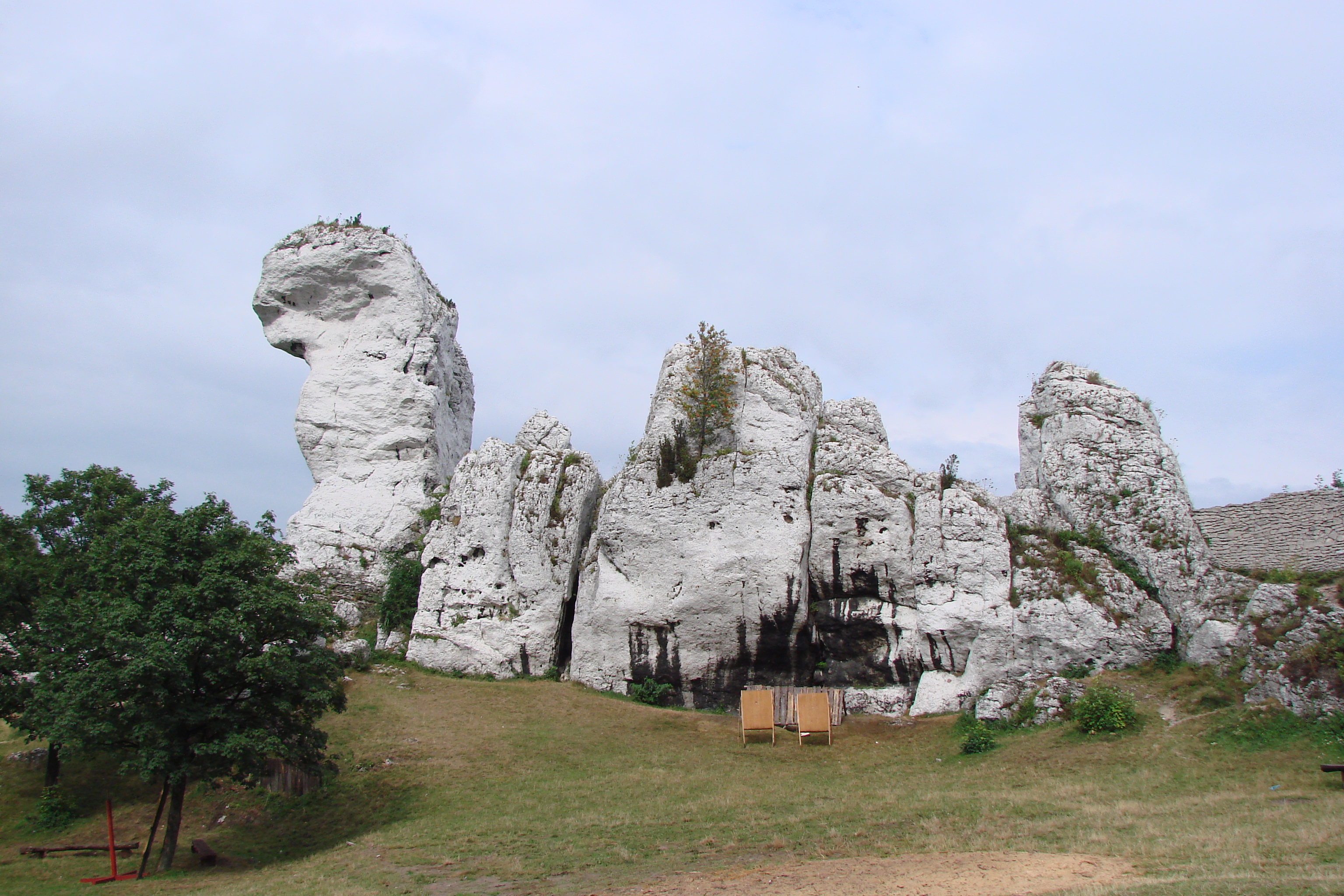
Скала «Селезень», рядом с руинами замка, Рыманув.
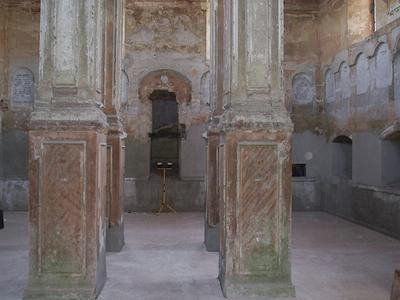
Синагога в Рымануве.

## Известные уроженцы
- Бучацкий, Владимир (1885—1963) — русинский историк.
- Скальковский, Марцелий (1818—1846) — польский поэт.
- Исидор Айзек Раби (1898—1988) — американский физик, лауреат Нобелевской премии за 1944 г.
- Джейкоб Калич (1895—1975) — артист, режиссёр, продюсер еврейских театров в США.
- Израэл Шорр (1886—1935) — известный восточно-европейский и американский кантор.
- Роберт Бедронь (род. 1976) — польский политик